# Castel Bolognese
Castel Bolognese é uma comuna italiana da região da Emília-Romanha, província de Ravena, com cerca de 8.212 habitantes. Estende-se por uma área de 32 km², tendo uma densidade populacional de 257 hab/km². Faz fronteira com Faenza, Imola (BO), Riolo Terme, Solarolo.

## Demografia
| Variação demográfica do município entre 1861 e 2011                               |
|                                                                                   |
| Fonte: Istituto Nazionale di Statistica (ISTAT) - Elaboração gráfica da Wikipedia |